# Xou da Xuxa Sete
Xou da Xuxa Sete é o décimo primeiro álbum de estúdio da artista musical e apresentadora brasileira Xuxa, lançado em 2 de outubro de 1992 pela Som Livre. O álbum foi produzido por Michael Sullivan e Paulo Massadas, com a coordenação artística de Marlene Mattos e Xuxa. As gravações ocorreram nos estúdios da Som Livre, Viva Voz, Yahoo, Roupa Nova e Caverna II, sob a direção artística de Max Pierre.

## Lançamento
O lançamento do álbum ocorreu em 2 de outubro de 1992. Esse ano foi decisivo para a carreira de Xuxa, pois, além de se despedir do Xou da Xuxa no final do ano, ela começou a planejar sua transição para o mercado internacional. Naquela época, a artista já apresentava um programa semanal na Espanha e um programa diário na Argentina, e seus álbuns internacionais haviam alcançado boas vendas no exterior. Em entrevista ao programa Vem POD Chegar, do YouTube, a compositora Fafy Siqueira, revelou que a ideia da canção "Marquei um X" surgiu após ela ter contato com a música do "Djobi, Djoba", do grupo Gipsy Kings. A batida e os arranjos dessa canção conduziram ao que se tornaria "Marquei um X". Segundo a compositora, a letra era completamente diferente no início, e tinha trechos cantados em espanhol. Como Marlene Mattos, empresária da Xuxa na época, não aprovou a letra ela foi mudada para a versão presente no álbum.
Em 2013, a Som Livre, em parceria com a Xuxa Produções, incluiu o álbum no box Coleção Xou da Xuxa. A turnê Xuxa 92 ou Xou da Xuxa Sete Tour, conhecida fora do Brasil como Curar el Mundo Tour, foi a sexta turnê da artista, voltada ao lançamento do álbum Xou da Xuxa Sete. Apresentada em várias cidades do Brasil, como Porto Alegre, São Paulo e Rio de Janeiro, a turnê também teve shows internacionais, incluindo na Argentina. Segundo o jornalista Celso Fioravante, em uma reportagem para a Folha de S.Paulo, Xuxa "investiu na pirotecnia e em seu carisma pessoal para atrair seu público".

## Recepção
Em uma matéria para o Jornal do Brasil, o jornalista Lula Branco Martins comentou: "O disco é um horror em termos de música. Porém, se considerarmos o resto — o produto para massas, o presente para o filho do vizinho, o vinil para festinhas de aniversário — é excelente, quase sem defeitos. Michael Sullivan e Paulo Massadas sabem o que fazem". Este foi o último da série Xou da Xuxa e, apesar de ter vendido 640 mil cópias, é o menos vendido da coleção. No Prêmio da Música Brasileira, recebeu o troféu de Álbum Infantil do Ano.
Na parada publicada pelo Jornal do Brasil – com base em dados fornecidos pelo instituto Nelson Oliveira Pesquisa e Estudo de Mercado (NOPEM) –, Xou da Xuxa Sete obteve a primeira colocação entre os álbuns mais vendidos no Brasil, na edição datada em 12 de novembro de 1992. Em 2025 a Pro-Música Brasil (PMB) auditou a venda de 500 mil exemplares com a emissão de dois certificados de platina.

## Lista de faixas
Todas as canções produzidas por Paulo Massadas e Michael Sullivan.
| N.º            | Título               | Compositor(es)                                    | Duração |  |
| 1.             | "Marquei Um X"       | Sarah P. Benchimol Fafy Siqueira                  | 3:30    |  |
| 2.             | "A Vida É Uma Festa" | Michael Sullivan Paulo Massadas                   | 3:47    |  |
| 3.             | "Tribo do Amor"      | Augusto Cesar Carlos Colla                        | 3:40    |  |
| 4.             | "Mamboleo"           | Cesar Borg Angel Cid Guerreiro                    | 3:36    |  |
| 5.             | "Ai, Que Coisa Boa"  | Lincoln Olivetti Claudio Olivetti                 | 3:54    |  |
| 6.             | "Xuxa Park"          | Sullivan Massadas                                 | 4:36    |  |
| 7.             | "Nosso Canto de Paz" | Dido Oliveira                                     | 4:00    |  |
| 8.             | "Sorriso No Rosto"   | Guerreiro                                         | 2:51    |  |
| 9.             | "A Pulga"            | Reinaldo Waisman Afo Verde Pablo Durand           | 2:56    |  |
| 10.            | "A Voz dos Animais"  | Prêntice Ronaldo Monteiro de Souza Marcos Fabiano | 4:11    |  |
| 11.            | "Baila, Baila"       | Sullivan Massadas                                 | 3:58    |  |
| 12.            | "América Geral"      | Marcos Valle Claudio Rabello M. Pierre            | 5:34    |  |
| Duração total: | Duração total:       | Duração total:                                    | 47:32   |  |

## Ficha Técnica
- Produzido por: Michael Sullivan e Paulo Massadas
- Capa: Xuxa Meneghel e Reinaldo Waisman
- Coordenação Artística: Marlene Mattos e Xuxa Meneghel
- Técnico de Gravação: Luiz G. D' Orey e Luiz Paulo (LP)
- Mixagem: Jorge 'Gordo' Guimarães
- Fotos: Isabel Garcia
- Arregimentação: Jorge 'Jorginho' Corrêa
- Assistentes de Estúdio e Mixagem: Marcelo Serorio
- Julio Carneiro, Mauro Moraes, Claudinho, Julinho, Ivan e Billy
- Coordenação Gráfica: Marciso ‘Pena’ Carvalho
- Edição de tape: Jorge 'Gordo' Guimarães
- Figurinista: Sandra Bandeira
- Gravado nos estúdios: Som Livre, Viva Voz, Yahoo, Roupa Nova e Caverna II
- Cabelo: Fátima Lisboa
- Músico: Roberto Fernandes
- Direção Artística: Max Pierre

## Desempenho comercial
| País — Tabela musical (1992) | Posição de pico |
| ---------------------------- | --------------- |
| Brasil (NOPEM)               | 1               |

| Região                                                        | Certificação | Vendas   |
| ------------------------------------------------------------- | ------------ | -------- |
| Brasil (Pro-Música Brasil)                                    | 2× Platina   | 500 000‡ |
| ‡vendas+valores de streaming baseados somente na certificação |              |          |